# Ali Mirzai (súlyemelő)
Ali Mirzai (perzsául: علی میرزایی, a nyugati sportsajtóban: Ali Mirzaei) (Teherán, 1929. január 28. – Teherán, 2020. július 18.) olimpiai bronzérmes iráni súlyemelő.

## Pályafutása
Az 1951-es Új-Delhiben megrendezett első Ázsia-játékokon harmatsúlyban ezüstérmet szerzett. A következő évben a helsinki olimpián ugyan ebben a súlycsoportban bronzérmes lett. A világbajnokságokon egy ezüst- és egy bronzérmet szerzett.

## Sikerei, díjai
- Olimpiai játékok – harmatsúly
  - bronzérmes: 1952, Helsinki
- Világbajnokság – harmatsúly
  - ezüstérmes: 1951, Milánó
  - bronzérmes: 1954, Bécs
- Ázsia-játékok – harmatsúly
  - ezüstérmes: 1951, Új-Delhi